# If You Can Want
"If You Can Want" is een single van de Amerikaanse soulgroep Smokey Robinson & The Miracles. Het was de eerste single van de groep afkomstig van het album "Special Occasion". De andere singles zijn "Yester Love" en "Special Occasion". "If You Can Want" was meteen ook de meest succesvolle single van dat album en van de groep uit 1968. Het bereikte namelijk de #3 notering op de R&B-lijst van de Verenigde Staten en in datzelfde land werd de #11 positie behaald op de poplijst. In Canada bereikte "If You Can Want" #24 en in het Verenigd Koninkrijk #50. Opvallend was dat "If You Can Want" in het laatstgenoemde land door de groep werd uitgebracht als The Miracles, terwijl de voorganger, "I Second That Emotion", als Smokey Robinson & The Miracles werd uitgebracht. Dit was destijds ook al hun vaste naam.
Zoals veel nummers van The Miracles, zoals "I Second That Emotion", "More Love" en "I'll Try Something New", werd ook "If You Can Want" geschreven door Smokey Robinson, de leadzanger van de groep. Daarnaast was hij ook degene die het nummer produceerde. De instrumentatie werd, zoals op bijna alle nummers van Motown, de platenmaatschappij waaraan Smokey Robinson & The Miracles verbonden waren, verzorgd door de vaste studioband The Funk Brothers. De gitaarpartij wordt echter gespeeld door de vaste gitarist van The Miracles, Marv Tarplin. Eruitspringend bij de instrumentatie zijn de blazers die de basis van het nummer vormen en tijdens de refreins dezelfde partij als de bas spelen. Daarnaast is er een blazersolo in het nummer te horen. De tekst van het nummer gaat erover dat de verteller verliefd is op een vrouw, maar zij ziet hem alleen als een vriend. De verteller, hier gespeeld door leadzanger Robinson, gelooft echter dat die vrouw uiteindelijk zijn affectie voor haar zal waarderen. De twee zouden dus zo toch een relatie kunnen krijgen.
De B-kant van "If You Can Want" is het nummer "When The Words From Your Heart Get Caught Up In Your Throat". Met deze titel is het nummer één van de liedjes van de groep met de langste titels. In tegenstelling tot "If You Can Want" is dit nummer niet te horen op het album "Special Occasion". Het is zelfs nooit op album uitgebracht.

## Bezetting
- Lead: Smokey Robinson
- Achtergrond: Warren "Pete" Moore, Ronnie White, Bobby Rogers en Claudette Robinson
- Instrumentatie: The Funk Brothers
- Gitarist: Marv Tarplin
- Schrijver: Smokey Robinson
- Producer: Smokey Robinson